# De Bellis Multitudinis
De Bellis Multitudinis (DBM) (lat.: Von Schlachten mit großer (Figuren)anzahl) ist ein Tabletop-Spielsystem zur Simulation historischer Schlachten (Antike und Mittelalter) mit Hilfe von Zinnfiguren. Das 1993 erschienene Spielsystem der Autoren Phil Barker, Richard Bodley Scott und Sue Laflin Barker ist ein gemorphtes System der Kriegsspielregeln von WRG (Wargames Research Group) und des einfacheren Regelsystems DBA (De Bellis Antiquitatis) und ist derzeit in der Version 3.1 (Dez. 2005) international der Standard zum Spielen und Simulieren von historischen Zinnfigurenschlachten.
Eine typische DBM-Armee besteht aus mehreren hundert Zinnfiguren. Die gebräuchlichsten Maßstäbe sind 25 mm (1:72) und 15 mm (1:100), es sind jedoch prinzipiell alle Maßstäbe möglich (z. B. 2 mm, 6 mm, 10 mm etc.). Zwischen einer und sechs Zinnfiguren sind dabei auf Basen von 4 cm Breite und unterschiedlicher Tiefe aufgeklebt (die Größe der Grundplatten variiert mit dem Maßstab), so dass eine historische Armee aus üblicherweise 60–100 „Spielsteinen“ und mehreren hundert Zinnfiguren besteht. Gespielt wird auf Platten von 1,20 × 1,80 m Länge. Dabei wird das Gelände entweder historisch vorgegeben oder die Geländestruktur wird zu Beginn des Spiels durch Würfeln festgelegt und durch einzelne Geländebauteile, die dem Gelände einer Modelleisenbahn ähneln, dargestellt. Ein Spiel dauert ca. 3,5 h.
Es existiert eine internationale, untereinander vernetzte DBM-Gemeinschaft, insbesondere in Großbritannien und Nordamerika, aber auch in Italien, Niederlande und Deutschland. Einmal jährlich findet in Gent die Weltmeisterschaft statt.